# 緁伃妾娋印
緁伃妾娋印是北京故宫博物院所藏鸟虫篆玉印。印章刻有“緁伃妾娋”四字鸟虫书。由于明清时，藏家将“緁伃妾娋”解读为“婕妤妾趙”，故指玉印主人是汉成帝宠妃婕妤飛燕，或称趙飞燕印。
据清代孙诒让的记录，此印最早由北宋画家王诜所藏，当时即被断定为趙飞燕遗物。历经元代顾阿瑛，明代严嵩、项元汴、华夏、李日华，清代何元锡、文鼎等藏家收藏。清朝道光五年（1825年）起，历龚自珍、何绍基、潘仕成、何伯瑜、陈介祺之手。藏于陈介祺之手时，据传要得到此印的钤印（或称印蜕，即印章拓片），非白银十两莫办。民国初年，郑文焯在上海时，从陈介祺曾孙陈理臣手中得到钤印，并加以题跋。郑文焯的题跋确定，印文为“緁伃妾趙”。他亦为此印题名“汉緁伃趙玉印”。此印章拓片，现藏于上海图书馆。九一八事件前，张学良曾计划购入此印，赠予一荻。因九一八事件爆发未成。后由徐世昌弟弟徐世襄从陈介祺后人手中购得。1949年后，徐世襄妻子将此印售予北京故宫博物院。博物院研究人员释读印文，确定印文并非“婕妤妾趙”，而是“緁伃妾娋”。吴湖帆在鉴赏时亦暗示是妾娋，而非妾趙。

## 备注
1. ↑  “緁伃妾娋”中，“緁伃”通婕妤。“妾”为女子谦称。“娋[1]”为印主之名[2]。亦有解读为“俏”字[3]。
2. ↑  此时间，为作者仲威推断[1]。